# 朱以派
魯安王朱以派（又作魯孝王）（？—1642年），字衍宗，號乾山，明朝第十代魯王，肅王朱壽鏞庶三子。

## 生平
崇禎十三年（1640年）襲封魯王。他在位兩年。崇禎十五年（1642年）清兵入塞攻破兗州府，朱以派自縊而亡，长子及弟朱以洐、朱以江一并殉难。兩年後其弟朱以海嗣位。

## 王妃
- 郭氏

## 子
- 朱弘㭕